# Conclave de 1829
O Conclave de 1829 para eleger um sucessor do Papa Leão XII após sua morte em 10 de fevereiro de 1829 começou em 24 de fevereiro de 1829.
Demorou muito tempo para o conclave eleger um novo papa devido a conflitos entre governos seculares sobre quem deveria ser eleito. O cardeal Emmanuele De Gregorio foi o candidato proposto pela facção pró-francesa e pelos zelanti (cardeais conservadores), enquanto Bartolomeo Pacca foi proposto pelos cardeais mais moderados, mas não foi aceito pelo governo francês no período da Restauração francesa. Na época, a França era governada por Carlos X e pelo primeiro-ministro Jean Baptiste Gay, vice -presidente de Martignac. Pacca também foi visto por muitos no conclave como sendo gentil demais para ser um papa eficaz.

## Descrição

Brasão Papal de Sua Santidade o Papa Pio VIII.

O conclave não se moveu rapidamente. A chegada de Giuseppe Albani fez com que os votos se concentrassem em Francesco Saverio Castiglioni. Com os apoiadores de De Gregorio e de Pacca incapazes de obter votos suficientes para eleger seu candidato ao papado, Castiglioni passou a ser visto como um candidato de compromisso adequado. Castiglioni estava perto da eleição no conclave de 1823 como representante dos politicanti (cardeais moderados) e possuía todas as qualificações para se tornar papa, embora tivesse o problema de estar em péssimas condições de saúde, mas não foi eleito no último conclave quando os cardeais zelanti perceberam que ele estava muito perto do cardeal Ercole Consalvi. Consalvi, no entanto, já estava morto quando o conclave de 1829 morreu durante o pontificado do Papa Leão XII.
Em 31 de março, Castiglioni foi eleito papa. Dado que Castiglioni havia sido chamado de Pio VIII pelo Papa Pio VII antes de sua morte em 1823, e que no Conclave de 1823, Leão XII havia dito que Castiglioni "um dia seria Pio VIII", era um conclusão precipitada de que ele levaria esse nome real ao se tornar papa.
| Duração       | 35 dias                   |
| Eleitores     | 50                        |
| Veto usado    | Cardeal Pacca pela França |
| Papa falecido | Leão XII (1823-1829)      |
| Papa eleito   | Pio VIII (1829-1830)      |
| ------------- | ------------------------- |

## Cardeais Eleitores

### Composição por Consistório
| Concistoro               | 1829 |
| ------------------------ | ---- |
| Junho 1795               | 1    |
| Consistórios de Pio VI   | 1    |
| Fevereiro 1801           | 5    |
| Janeiro 1803             | 1    |
| Julho 1803               | 1    |
| Março 1804               | 1    |
| Março 1816               | 11   |
| Outubro 1817             | 1    |
| Junho 1819               | 1    |
| Setembro 1819            | 1    |
| Dezembro 1822            | 1    |
| Março 1823               | 9    |
| Maio 1823                | 1    |
| Consistórios de Pio VII  | 33   |
| Maio 1824                | 2    |
| Setembro 1824            | 3    |
| Dezembro 1824            | 2    |
| Março 1825               | 2    |
| Março 1826               | 2    |
| Outubro 1826             | 9    |
| Junho 1827               | 2    |
| Dezembro 1828            | 2    |
| Consistórios de Leão XII | 24   |
| Total                    | 58   |

| Criado por           | Cardeais | Por Cento |
| -------------------- | -------- | --------- |
| Papa Pio VI (PVI)    | 01       | 1,72 %    |
| Papa Pio VII (PVII)  | 033      | 56,9 %    |
| Papa Leão XII (LXII) | 024      | 41,38 %   |
| Total                | 58       | 100 %     |

## Cardeais Eleitores

### Cardeais Bispos
| Nº | Nome                          | Consistório    | Papa |
| -- | ----------------------------- | -------------- | ---- |
| 1  | Giulio Maria della Somaglia   | Junho 1795     | PVI  |
| 2  | Bartolomeo Pacca              | Fevereiro 1801 | PVII |
| 3  | Pietro Francesco Galleffi     | Julho 1803     | PVII |
| 4  | Tommaso Arezzo                | Março 1816     | PVII |
| 5  | Francesco Saverio Castiglioni | Março 1816     | PVII |
| 6  | Francesco Bertazzoli          | Março 1823     | PVII |

### Cardeais Presbíteros
| Nº | Nome                                      | Consistório    | Papa |
| -- | ----------------------------------------- | -------------- | ---- |
| 7  | Giuseppe Firrao                           | Fevereiro 1801 | PVII |
| 8  | Luigi Ruffo Scilla                        | Fevereiro 1801 | PVII |
| 9  | Joseph Fesch                              | Janeiro 1803   | PVII |
| 10 | Carlo Oppizzoni                           | Março 1804     | PVII |
| 11 | Pietro Gravina                            | Março 1816     | PVII |
| 12 | Giuseppe Morozzo Della Rocca              | Março 1816     | PVII |
| 13 | Benedetto Naro                            | Março 1816     | PVII |
| 14 | Emmanuele de Gregorio                     | Março 1816     | PVII |
| 15 | Giorgio Doria Pamfilj Landi               | Março 1816     | PVII |
| 16 | Fabrizio Sceberras Testaferrata           | Março 1816     | PVII |
| 17 | Anne-Antoine-Jules de Clermont-Tonnerre   | Dezembro 1822  | PVII |
| 18 | Giovanni Francesco Falzacappa             | Março 1823     | PVII |
| 19 | Antonio Pallotta                          | Março 1823     | PVII |
| 20 | Carlo Maria Pedicini                      | Março 1823     | PVII |
| 21 | Ercole Dandini                            | Março 1823     | PVII |
| 22 | Carlo Odescalchi                          | Março 1823     | PVII |
| 23 | Giacinto Placido Zurla, O.S.B.Cam.        | Março 1823     | PVII |
| 24 | Anne-Louis-Henri de La Fare               | Maio 1823      | PVII |
| 25 | Giovanni Battista Bussi                   | Maio 1824      | LXII |
| 26 | Bonaventura Gazzola, O.F.M.               | Maio 1824      | LXII |
| 27 | Karl Kajetan von Gaisruck                 | Setembro 1824  | LXII |
| 28 | Ludovico Micara, O.F.M.Cap.               | Dezembro 1824  | LXII |
| 29 | Gustav Maximilian von Croÿ                | Março 1825     | LXII |
| 30 | Bartolomeo Alberto Cappellari, O.S.B.Cam. | Março 1825     | LXII |
| 31 | Jean-Baptist-Marie-Anne-Antoine de Latil  | Março 1826     | LXII |
| 32 | Pietro Caprano                            | Outubro 1826   | LXII |
| 33 | Giacomo Giustiniani                       | Outubro 1826   | LXII |
| 34 | Vincenzo Macchi                           | Outubro 1826   | LXII |
| 35 | Giacomo Filippo Fransoni                  | Outubro 1826   | LXII |
| 36 | Benedetto Colonna Barberini di Sciarra    | Outubro 1826   | LXII |
| 37 | Giovanni Antonio Benvenuti                | Outubro 1826   | LXII |
| 38 | Ignazio Nasalli-Ratti                     | Junho 1827     | LXII |
| 39 | Joachim-Jean-Xavier d'Isoard              | Junho 1827     | LXII |
| 40 | Antonio Domenico Gamberini                | Dezembro 1828  | LXII |

### Cardeais Diáconos
| Nº | Nome                           | Consistório    | Papa |
| -- | ------------------------------ | -------------- | ---- |
| 41 | Giuseppe Albani                | Fevereiro 1801 | PVII |
| 42 | Giovanni Caccia-Piatti         | Março 1816     | PVII |
| 43 | Pietro Vidoni                  | Março 1816     | PVII |
| 44 | Agostino Rivarola              | Outubro 1817   | PVII |
| 45 | Cesare Guerrieri Gonzaga       | Setembro 1819  | PVII |
| 46 | Antonio Frosini                | Março 1823     | PVII |
| 47 | Tommaso Riario Sforza          | Março 1823     | PVII |
| 48 | Tommaso Bernetti               | Outubro 1826   | LXII |
| 49 | Belisario Cristaldi            | Outubro 1826   | LXII |
| 50 | Juan Francisco Marco y Catalán | Dezembro 1828  | LXII |

## Ausentes

### Cardeais Presbíteros
| Nº | Nome                                                  | Consistório    | Papa |
| -- | ----------------------------------------------------- | -------------- | ---- |
| 1  | Cesare Brancadoro                                     | Fevereiro 1801 | PVII |
| 2  | Francesco Cesarei Leoni                               | Março 1816     | PVII |
| 3  | Rudolf Johannes Joseph Rainer von Habsburg-Lothringen | Junho 1819     | PVII |
| 4  | Teresio Maria Carlo Vittorio Ferrero della Marmora    | Setembro 1824  | LXII |
| 5  | Patrício da Silva, O.S.A.                             | Setembro 1824  | LXII |
| 6  | Pedro Inguanzo Rivero                                 | Dezembro 1824  | LXII |
| 7  | Francisco Javier de Cienfuegos e Jovellanos           | Março 1826     | LXII |
| 8  | Alexander Rudnay                                      | Outubro 1826   | LXII |